# 발로그 디펜스
벌로그 디펜스(영어: Balogh Defense, 다른 이름: 벌로그 카운터 갬빗(영어: Balogh Counter Gambit))는 다음과 같은 수로 시작하는 흔치 않은 체스 오프닝이다.
1. e4 d6
2. d4 f5
이 오프닝은 네덜란드 디펜스, 1.d4 f5 2.e4!?에 대해 흑이 2...d6으로 갬빗을 거절할 경우 스턴턴 갬빗에서 전환되어 나올 수도 있다.
이 디펜스는 헝가리의 우편 체스 국제 마스터이자 오버더보드 체스에서 강력한 마스터였던 야노시 벌로그(1892–1980)의 이름을 따서 명명되었다. 이 오프닝은 흑의 킹사이드를 다소 약화시키고, 흑의 라이트 스퀘어 비숍이 교환된 후 종종 후진된 e폰 및 e6에 구멍이 생기기 때문에 오늘날에는 거의 볼 수 없다. 국제 우편 체스 마스터 키스 헤이워드(Keith Hayward)는 최근 이 디펜스가 위험하지만 플레이 가능하다는 일련의 기사를 썼다.

## 예시 경기
- 다음 경기는 미국 챔피언 히카루 나카무라가 벌로그 디펜스를 사용하여 그랜드마스터를 이기는 모습을 보여준다:유진 페렐시테인 (2579) vs. 히카루 나카무라 (2662), HB 글로벌 체스 챌린지 2005 
1.e4 d6 2.d4 f5 3.exf5 Bxf5 4.Bd3 Qd7 5.Qf3 Bxd3 6.Qxd3 e6 7.Nf3 Nc6 8.0-0 0-0-0 9.c4 Nf6 10.Nc3 d5!? 11.c5 h6 12.b4! g5 13.b5 Na5! 14.Re1 Re8 15.Bd2 Nc4 16.Ne5 Qh7 17.Qe2 Nxe5 18.dxe5 Nd7 19.c6 Nb6 20.cxb7+ Kxb7 21.Be3 Bb4 22.Qb2?! Ba5! 23.Bd4 Nc4 24.Qe2 Rhf8 25.Red1 Bb6 26.Na4 Rf4 27.Nc5+ Kc8 28.Nb3 Qe4 29.Qxe4 Rxe4 30.a4 Bxd4 31.Nxd4 Nxe5 32.f3 Rf4 33.Ra2 Nc4 34.Nc6 a5 35.Re2 Rff8 36.Kf2 g4 37.Rd4 gxf3 38.gxf3 Kb7 39.Rxc4 dxc4 40.Nxa5+ Kb6 41.Nxc4+ Kc5 42.Ne5 Rf5 43.Re4 Ra8 44.Ke3 Rxa4! 45.Rxa4 Rxe5+ 46.Kf4 Rf5+ 47.Ke4 Kxb5 48.Ra7 Kc6 49.Ra6+ Kd7 50.Ra2 Rd5 51.Rg2 c5 52.Ra2 Ke7 53.Ra7+ Rd7 54.Ra8 Rd4+ 55.Ke5 Rd5+ 56.Ke4 Rh5 57.Ra7+ Kd6 58.Ra6+ Kd7 59.Ra7+ Kc6 60.Ra6+ Kb5 61.Rxe6 Rxh2 62.Kd3 h5 63.Re8 h4 0–1
- 대부분의 책들은 벌로그 디펜스를 언급하더라도 3.exf5 Bxf5 4.Qf3 Qc8 5.Bd3에 의해 반박된다고 말한다. 헤이워드는 이 경기가 해당 변형에 대한 흑의 최선의 수를 보여준다고 생각한다:W. 존스 vs. 헤이워드, 우편 2000 
1.e4 d6 2.d4 f5 3.exf5 Bxf5 4.Qf3 Qc8 5.Bd3 Bg4 6.Qf4 g6 7.Nc3 Bh6 8.Qg3 Bg7 9.Nge2 Nf6 10.Bg5 Nc6 11.f3 Bf5 12.Bxf5 Qxf5 13.0–0–0 e6 14.Rhe1 0–0 15.Nf4 Rae8 16.Re2 e5 17.dxe5 Rxe5 18.Rxe5 Qxe5 19.Re1 Qf5 20.Qh4 Re8 21.Rxe8+ Nxe8 22.Ncd5 Qe5 23.c3 a6 24.a3 Qf5 25.Ne3 Qd7 26.Nfd5 Qe6 27.f4 b5 28.f5 gxf5 29.Qf4 Ne5 30.Kb1 h6 31.Bh4 Bf8 32.Qxf5 Qxf5+ 33.Nxf5 c6 34.Nde3 Kf7 35.Bg3 Ke6 36.Kc2 c5 37.Bf4 h5 38.Ng3 Nf6 39.Bg5 Neg4 40.Nxg4 hxg4 41.h4 gxh3 42.gxh3 d5 43.Kd3 Bd6 44.Ne2 Ne4 45.Be3 Kf5 46.b4 c4+ 47.Kd4 Be5+ 48.Kxd5 Nxc3+ 49.Nxc3 Bxc3 50.h4 ½–½
- 헤이워드는 다음 경기가 그가 주요 라인으로 여기는 부분에서 흑의 최선을 보여준다고 생각한다:헤이워드 vs. 오언스, 이메일 1998 
1. e4 d6 2. d4 f5 3. Nc3 Nf6 4. Bd3 fxe4 벌로그는 4...Nc6을 선호했지만, 헤이워드는 5.exf5! Nxd4 6.g4가 흑에게 어렵다고 생각한다. 5. Nxe4 Nxe4 6. Bxe4 이 선수들 간의 이전 경기는 6.h4 Nxe4 7.Bxe4 d5 8.Bd3 Bg7 9.h5 Qd6 10.Nf3 Nc6 11.hxg6 hxg6 12.Rxh8+ Bxh8 13.Be3 Bg4 14.c3 0-0-0 15.Qa4 Bxf3 16.gxf3 e5 17.dxe5 Nxe5 18.Be2 a6로 이어졌고 흑은 괜찮았다 (0–1, 31). g6 7. Nf3 림링거–헤이워드, 우편 2000 경기는 7.Qf3 c6 8.Bg5 Nd7 9.Qe3 Bg7 10.0-0-0 Nf6 11.Bf3 Bf5 12.Ne2 h6 13.Bxf6 Bxf6 14.h4 Qa5 15.Kb1 0-0-0 16.g4 Bd7 17.Nf4 g5 18.Ne6 Bxe6 19.Qxe6+ Kb8 20.hxg5 hxg5 21.c3 d5 22.Rh5 Qc7 23.Rdh1 Rhf8 24.Rh7 Qd6 25.Qe3 e5 26.dxe5 Bxe5로 이어졌고 흑은 우월한 폰 구조를 가졌다 (하지만 ½–½, 54). d5 8. Bd3 Bg7 9. 0-0 Nc6 10. c3 0-0 11. Bg5 Qd6 12. h3 Bf5 13. Re1 Rae8 14. Re3 e5 15. dxe5 Nxe5 16. Nxe5 Rxe5 17. Rxe5 Bxe5 18. Bh6 Re8 19. Bxf5 gxf5 20. Qh5 Qg6 21. Qxg6+ hxg6 22. Rd1 c6 ½–½

## 같이 보기
- 체스 오프닝 목록
- 인명을 딴 체스 오프닝 목록